# PuTTY
A PuTTY (/ˈpʌti/) egy szabad és nyílt forráskódú terminálemulátor, soros konzol és hálózati fájlátviteli alkalmazás. Számos hálózati protokollt támogat, többek közt az SCP, SSH, Telnet, rlogin és nyers socket kapcsolatokat is. Képes kapcsolódni soros porthoz (0.59 verzió óta). A „PuTTY” névnek nincs egyértelmű jelentése.
A PuTTY eredetileg Microsoft Windowsra készült, de portolták számos más operációs rendszerre is. Hivatalos portok elérhetők néhány Unix-szerű platformra: folyamatban lévő portok léteznek a klasszikus Mac OS-re és Mac OS X-re is, és nem hivatalos portokat is közzétettek olyan platformokra is, mint pl. a Symbian és Windows Mobile.
A PuTTY-t írta és elsődlegesen karbantartja Simon Tatham. Jelenleg béta szoftver.

## Funkciók
A PuTTY támogatja a biztonságos távoli terminál-elérések számos variációját, felhasználói kontrollt nyújt az SSH titkosítási kulcson és protokoll verzión keresztül, és olyan titkosításokat használ, mint például a 3DES, Arcfour, Blowfish és DES, valamint a nyilvános kulcsú hitelesítést. Emulálja a vezérlő szekvenciákat az xterm, VT102 vagy ECMA-48 terminál emulációt, és lehetővé teszi a lokális, a távoli vagy a dinamikus porttovábbítást SSH-val (beleértve az X11 továbbítást is). A hálózati kommunikációs szint támogatja az IPv6-ot, és az SSH protokoll támogatja a zlib@openssh.com késleltetett tömörítési sémát. Használható helyi soros port kapcsolatokkal is.
A PuTTY előre csomagoltan jön parancssori SCP és SFTP kliensekkel, név szerint „pscp”-vel és „psftp”-vel.

## Története
A PuTTY fejlesztése 1998 végéig datálható, használható SSH-2 klienssé pedig 2000 októberében vált.

## Komponensei
PuTTY számos komponenst tartalmaz:
- PuTTY: maga a Telnet-, rlogin-, és SSH-kliens, amely tud kapcsolódni soros porthoz is (a 0.59 verzió óta)
- PSCP: egy SCP kliens, a parancssoros biztonságos fájlmásoláshoz
- PSFTP: egy SFTP kliens, az általános fájlmozgatásokhoz, mint pl. az FTP
- PuTTYtel: egy csak-Telnet kliens
- Plink: egy parancssori felület a PuTTY back end-ekhez
- Pageant: egy SSH autentikációs kliens a PuTTY-hoz, PSCP-hez és Plinkhez
- PuTTYgen: egy RSA- és DSA-kulcsot generáló segédeszköz
- pterm: egy önálló terminálemulátor

## Fordítás
Ez a szócikk részben vagy egészben  a   PuTTY című angol Wikipédia-szócikk ezen változatának fordításán alapul.  Az eredeti cikk szerkesztőit annak laptörténete sorolja fel. Ez a jelzés csupán a megfogalmazás eredetét és a szerzői jogokat jelzi, nem szolgál a cikkben szereplő információk forrásmegjelöléseként.